# 西兖州 (北魏)
西兖州，中国北魏时设置的州。

## 沿革
北魏孝昌三年（527年），割兗州之濟陰郡、濟州之濮陽郡置西兖州，治所在濟陰郡定陶县定陶城（今山东省定陶县西北），後徙治同縣左城（今山东省定陶县西南）。辖境约当今山东省菏泽、曹县、成武、东明及河南省兰考、民权等地。
東魏天平元年（534年），割濮陽郡屬司州。興和二年（540年），分濟陰郡置沛郡。至此，西兗州領二郡：濟陰郡、沛郡。
北齊天保七年（556年），併沛郡入濟陰郡。至此，西兗州僅領濟陰一郡。
北周宣政元年（578年），改西兗州为曹州。

## 長官
北魏西兗州刺史（527年－534年）
- 刁雙（527年－528年）[3]
- 裴粲（529年）[4]
- 王衍（530年）[5][6]
- 崔孝芬（531年－532年）[7]

東魏西兗州刺史（534年－550年）
- 乙瑗（534年）[8]
- 宋顯（534年－538年）[9]
- 劉仁之（？－544年）[10]

北齊西兗州刺史（550年－577年）
- 李稚廉（天保中）[11]
- 趙起[12]
- 崔季舒[13]
- 陽休之（564年－565年）[14]
- 元文遙（天統中）
- 趙彥深（571年－573年）[15]